# Octomeria alpina
Octomeria alpina är en orkidéart som beskrevs av João Barbosa Rodrigues. Octomeria alpina ingår i släktet Octomeria och familjen orkidéer. Inga underarter finns listade i Catalogue of Life.

## Bildgalleri

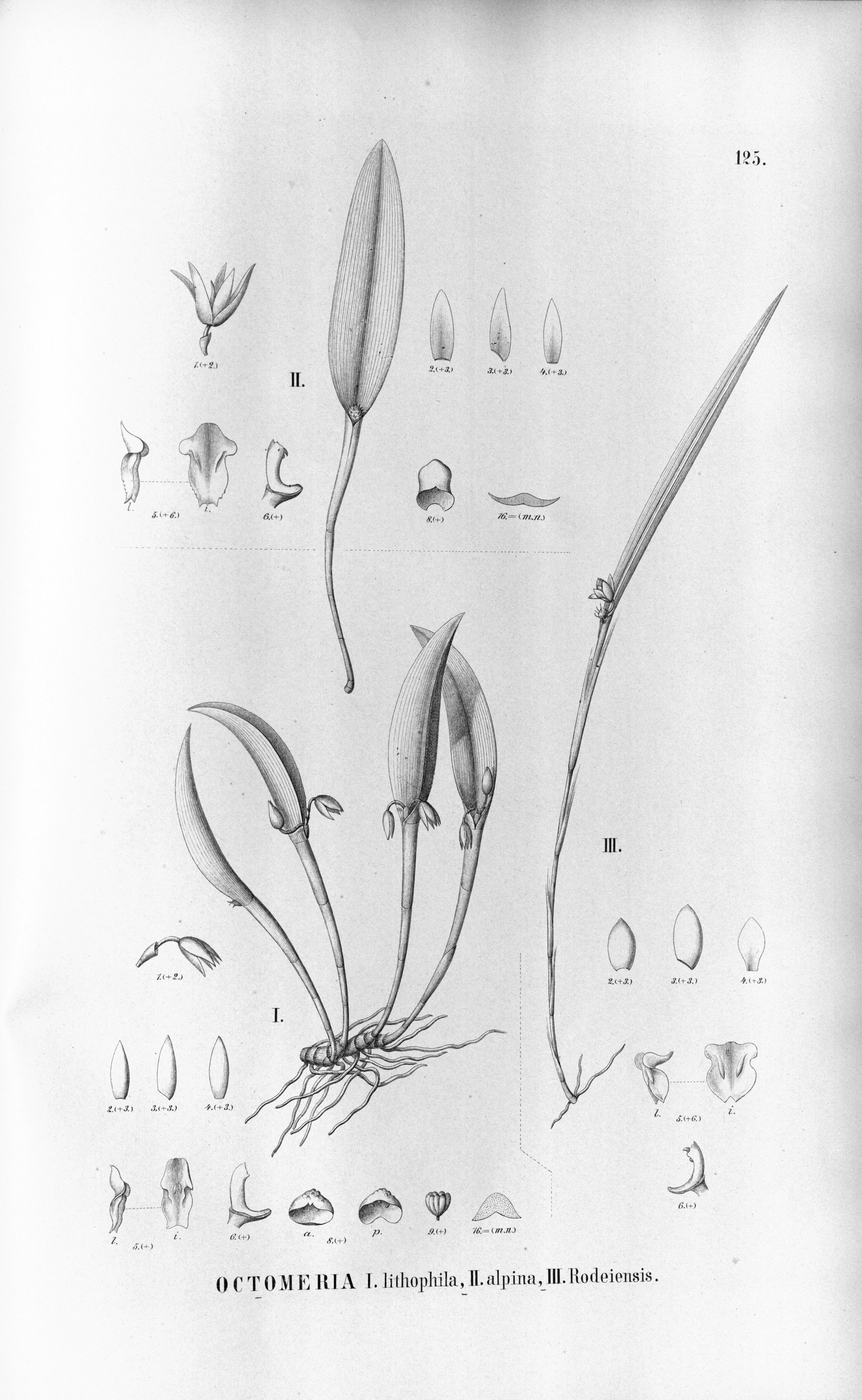